# Cei ce ne-au dat nume
A Cei ce ne-au dat nume a román Phoenix együttes első nagylemeze, mely 1972-ben jelent meg az Electrecord kiadásában, kinyitható borítóval. Katalógusszáma: STM-EDE 0754. Az 1990-es és 2000-es években CD-n is kiadták.

## Az album dalai

### A oldal
1. Preludiu. a. A oilor 1:05, b. Jocul timpului 1:05
2. Primăvara. a. Introducere 0:20, b. Păpăruga 2:15
3. Vara 4:30
4. Toamna 4:30
5. a. Iarna 1:25, b. Jocul caprelor 1:30
6. Nunta 4:15

### B oldal
1. Negru Vodă 14:55
2. Pseudo-Morgana 6:45